# Jacmel
Jacmel est une commune d'Haïti, chef-lieu du département du Sud-Est et de l'arrondissement de Jacmel. La ville coloniale fut bâtie par les français à la fin du XVIIe siècle.
C'est l'une des principales villes touristiques du pays.

## Géographie
La ville se trouve sur la rive gauche de l'embouchure de la rivière de la Cosse (appelée aussi « Grande Rivière de Jacmel »), à l'endroit où celle-ci se jette dans la baie de Jacmel. La rivière des Orangers traverse la ville de Jacmel, avant d'aller se jeter dans la Grande Rivière de Jacmel au niveau de son embouchure sur la baie de Jacmel.
À l'ouest, se trouve l'embouchure de la Petite Rivière de Jacmel, et son site naturel et touristique de Bassin Bleu.

### Démographie
La commune est peuplée de 170 289 habitants (recensement par estimation de 2009), dont 39 643 habitants pour la ville elle-même, appelés Jacméliens.

### Administration
La commune est composée des onze sections rurales de :
- Bas Cap Rouge (Orangers)
- Fond Melon (Selles)
- Cochon Gras
- La Gosseline
- Marbial
- Montagne La Voûte
- Grande Rivière de jacmel
- Bas Coq Chante
- Haut Coq Chante
- La Vanneau
- La Montagne
- la Vallée de Jacmel

## Histoire

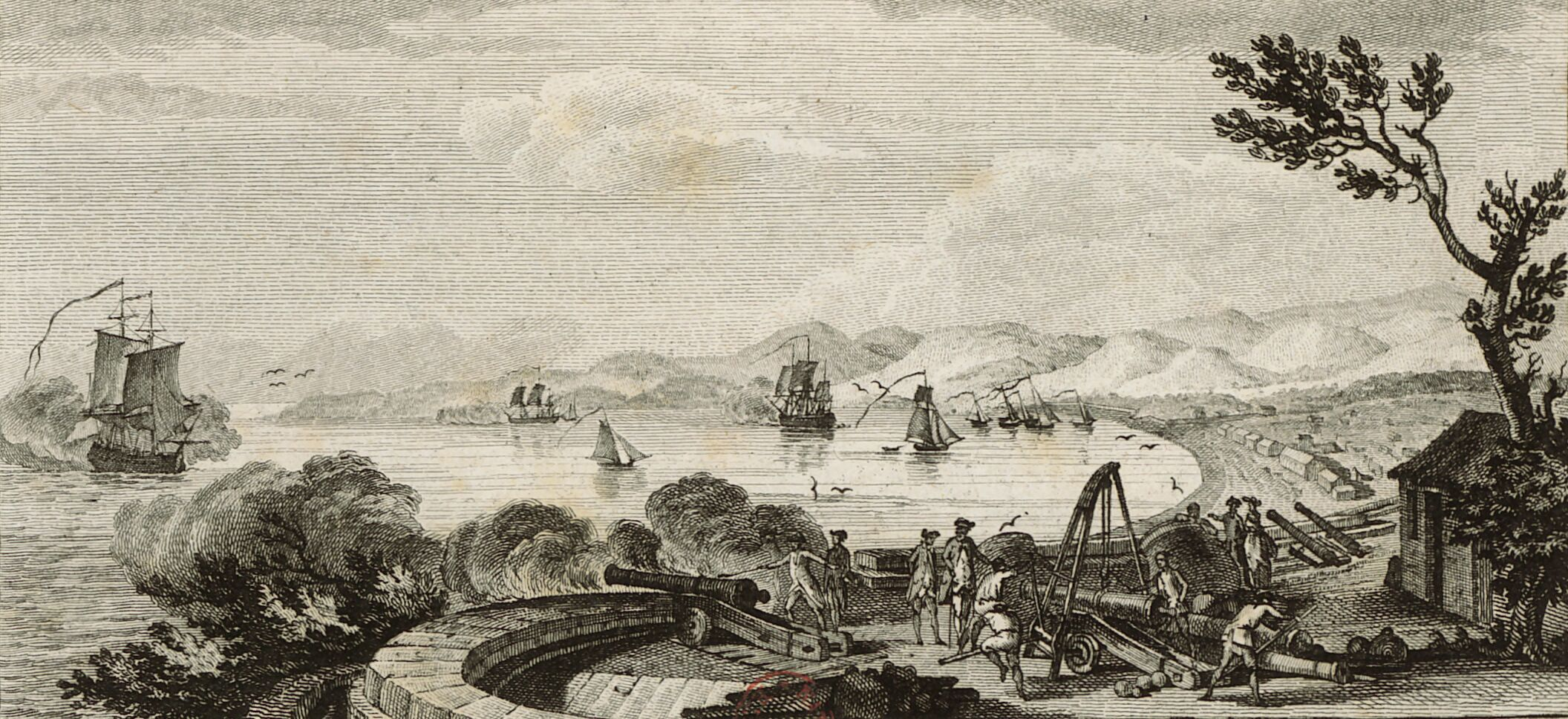
Baye de Jaquemel, dessin de Nicolas Ozanne et gravure de Nicolas Ponce, 1791.

Jacques Mel, marchand et capitaine de navire de Dieppe (France), a donné au milieu du XVIIe siècle son nom à la baie et à la rivière au bord de laquelle la ville s'est développée.
Fondée en 1698 par la Compagnie de Saint-Domingue, Jacmel a prospéré grâce au commerce maritime.
Fin 1791, lors de la Révolution haïtienne, Romaine-la-Prophétesse (avec au moins dix mille partisans, en grande partie d'anciens esclaves) assiégeait et occupait Jacmel,.
Jacmel est alors un port stratégique; il est contesté en juin 1799 par les généraux Toussaint Louverture et André Rigaud qui entrent en guerre l'un contre l'autre lors de la guerre des couteaux. Les forces de Toussaint Louverture assiègent la ville en novembre 1799 . C'est Rigaud — le futur président Alexandre Pétion —, qui défend Jacmel, qui chute en mars 1800.
Une véritable guerre d’extermination est alors menée contre les mulâtres du Sud; près de 10 000 d’entre eux périssent malgré l'intervention de l'officier supérieur Magloire Ambroise, qui sauve la vie de centaines de familles respectées à Jacmel et est alors considéré comme un héros par la population de cette ville à cette époque. Il est nommé commandant de Jacmel en 1802 par Jean-Jacques Dessalines et Rigaud est exilé en France.

Le drapeau vénézuélien fut créé à Jacmel.

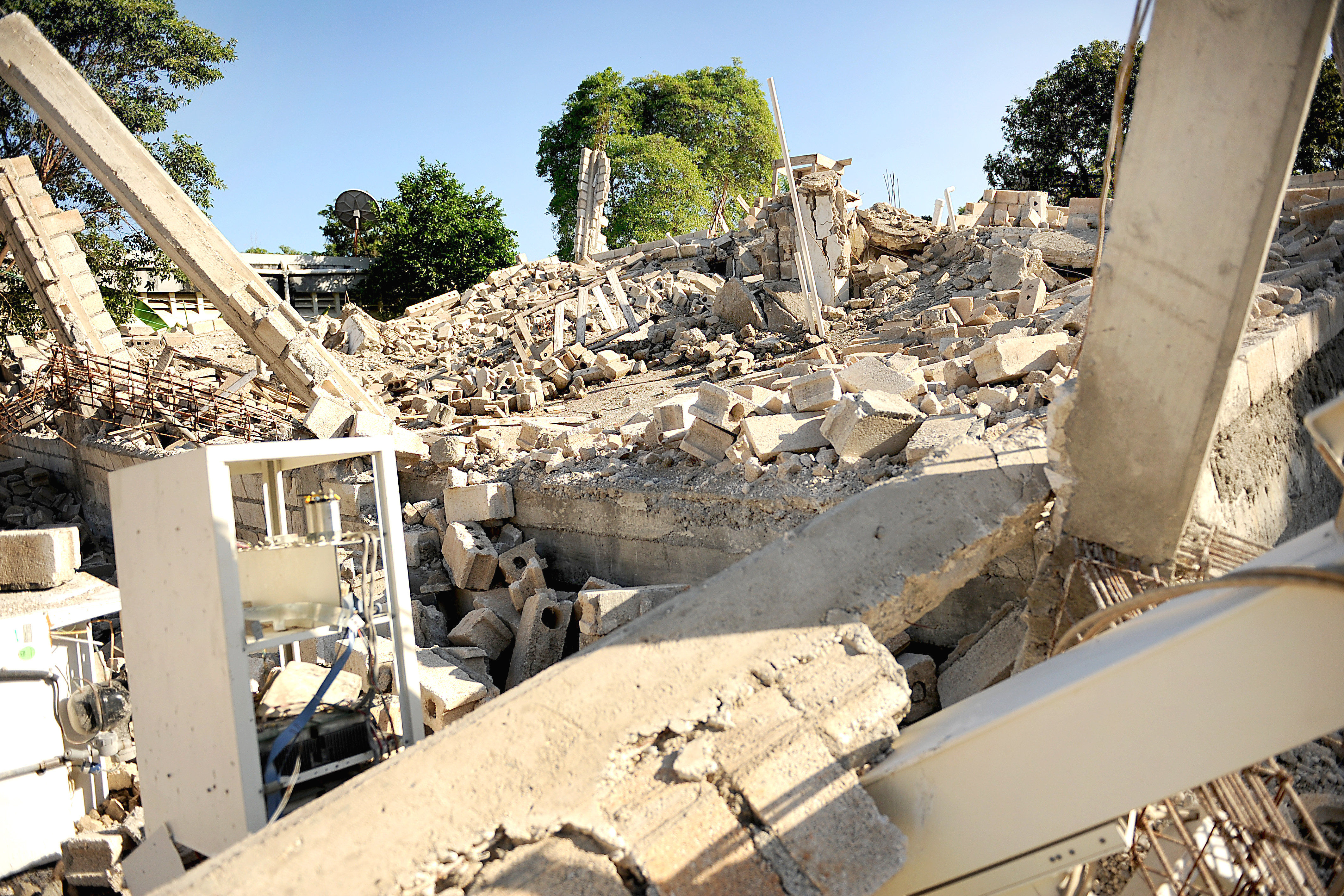
Un bâtiment de Jacmel après le tremblement de terre de janvier 2010.

Le 12 janvier 2010, Jacmel fut sérieusement endommagée par le tremblement de terre d'Haïti de 2010 meurtrier (qui toucha surtout l'agglomération de Port-au-Prince, la capitale haïtienne). Selon Fednel Zidor, vice-délégué (équivalent d'un sous-préfet[Où ?]) du département du Sud-Est, celui-ci évoque une ville détruite à 60-80 %, la ville basse (les quartiers populaires et le centre historique), étant la plus atteinte.

## Économie
À Jacmel, la vie économique est animée par le dynamisme du commerce, qui constitue la principale activité de la ville. Une caractéristique notable de cette communauté est que la plupart des jeunes, en particulier les hommes, sont engagés dans le secteur du transport, avec une prédominance marquée dans le métier de conducteurs de taxi-moto.
La ville, riche en créativité, se distingue également par sa production artisanale variée. Les artisans jacméliens sont réputés pour leur expertise dans divers domaines tels que le papier mâché, le travail du bois, la peinture sur tissu, la confection de bijoux, et la broderie de style Richelieu. Cette diversité artistique contribue à l'identité culturelle unique de Jacmel, faisant de la ville un véritable foyer d'expression artistique et artisanale dans la région.

## Transport
Jacmel abrite l’aéroport de Jacmel.
Jacmel est traversée par la route nationale 4, la route départementale 402, la Route départementale 401 et la  route communale 400-B.

## Sites
- Les plages de Kabik, Ti mouillage et Raymond des Bains constituent une forte activité touristique, d'origine locale ou issue de la diaspora haïtienne, notamment pendant la période estivale.
- La chute de Bassin Bleu
- Le moulin Price[8]
- Cascade Pichon
- « le trou », jet d'eau reconnu pour sa célèbre fête annuelle, dite « fête 6 janvier ».

## Urbanisme et patrimoine architectural
L'histoire économique et urbaine ainsi que le patrimoine architectural du centre ancien ont été étudiés dans le cadre d'une collaboration entre l’Institut de sauvegarde du patrimoine national (ministère de la Culture haïtien) et l’Inventaire général du patrimoine culturel (ministère français de la Culture et de la Communication). La synthèse du travail d'inventaire a été publiée dans la revue électronique en ligne In Situ, revue des patrimoines ainsi que dans un article comparant l'urbanisme de Jacmel à celui de Cap-Haïtien.

## Culture
Jacmel possède une activité carnavalesque notable dans la région caraïbéenne, et un de ses personnages (la robalagallina, imitation ou caricature de la femme de planteur) a été adopté par le carnaval de République Dominicaine. Le comportement festif des Jacméliens leur vaut une renommée internationale.
Au cours des célébrations de Pâques, un grand défilé de bandes de rara sous les rythmes de petro et congo, y est organisé. Les autorités civiles l'organisent afin de promouvoir la culture haïtienne qui est très liée à celle de l'Afrique australe.
Jacmel est également connue pour ses manifestations de la fête patronale le premier mai de chaque année.C'est la fête du Saint patron de la ville, Saint Jacques et Saint Philippe. Durant cette fête, les groupes musicaux d'Haïti se retrouvent à Jacmel et dans ses environs pour des concerts qu'on appelle en créole haïtien « bal ». Le 18 mai, les Jacmeliens fêtent leur drapeau par de grands défilés de fanfares dans toute la ville. En novembre Jacmel perpétue la traditionnelle « Fête des Morts » (1er et 2 novembre).
De 2004 à 2007 s'est tenu dans la ville le Festival film Jakmèl. Durant les années 2010, d'autres initiatives fleurissent à Jacmel comme les Rencontres cinématographique Les Lumières du sud en janvier 2019, organisées par Guetty Felin. Jacmel accueille également un festival du film francophone en 2019,, et un festival consacré au jazz. Le Ciné Institute de Jacmel est créé en 2019, au sein de l'institut d'artistes de Jacmel.

## Jumelages
| Ville | Ville       | Pays | Pays       | Période     |
| ----- | ----------- | ---- | ---------- | ----------- |
|       | Gainesville |      | États-Unis |             |
|       | Palm Beach  |      | États-Unis |             |
|       | Strasbourg, |      | France     | depuis 1991 |

## Personnalités liées à Jacmel
- Horace-Camille Desmoulins (1792-1825), fils du révolutionnaire français Camille Desmoulins (1760-1794), s'installe en Haïti en 1817 où il épouse Zoé Villefranche, ils ont quatre enfants. Horace-Camille Desmoulins meurt à Jacmel le 29 juin 1825.
- Alcibiade Pommayrac (1844-1908), qui donne son nom à l'école CAP (Centre Alcibiade Pommayrac)

Jacmel a vu naître de nombreuses autres personnalités :
- Magloire Ambroise (1774-1807), officier supérieur dans l'armée coloniale française et général de l'armée révolutionnaire haïtienne, héros de l'indépendance d'Haïti et cosignataire de l'Acte de l'Indépendance de la Republique d'Haïti du 1er janvier 1804.
- Charles Moravia (1875-1938)
- Roussan Camille (1912-1961)
- Castera Bazile (1923-1966), peintre
- Préfète Duffaut (né en 1923-2012), peintre
- Luce Turnier (1924-1994), peintre
- Gérald Bloncourt (1926-2018), peintre et photographe
- René Depestre (né en 1926), écrivain et poète.
- Ti Paris (1933-1979), Twoubadou haïtien.
- Fred Baptiste (1933-1974), militant politique et le leader des Forces armées révolutionnaires d’Haïti (FARH).
- Maurice Cadet (1933-2020) poète, écrivain.
- Jean Métellus (1937-2014), l'auteur du roman Jacmel au crépuscule (Gallimard, 1981) et du recueil de poèmes Jacmel : Jacmel, ma cité musicale aux lèvres tropicales.
- Ulrick Chérubin (1943-2014), maire de la ville d'Amos au Québec.
- Michaëlle Jean (1957-), ex-secrétaire générale de l'Organisation internationale de la Francophonie et ex-gouverneure générale du Canada.
- Dithny Joan Raton (1974-) femme politique haïtienne, ministre de la culture depuis 2015, promotrice du Carnaval de Jacmel auprès de l'Unesco
- Pierre-Paul Ancion (1977-), écrivain et journaliste.
- Marie Darline Exumé (1991-), mannequin.
- Ar Guens Jean Marie, poète, slameur et journaliste culturel haïtien.
- Michel Adrien, maire de la ville de Mont-Laurier au Québec.
- Emerson Vilbrun, poète et journaliste culturel.
- Raynaldo Pierre-Louis, poète et enseignant.
- Nancy Gilot, Reine de la culture du carnaval 2020 de Jacmel, Miss Jacmel (IMJ) 2020.
- Joseph Lambert (1961-), Homme d'État.
- Jeanne Duval (1827-1870), actrice et danseuse française, maîtresse et muse de Charles Baudelaire.
- Lucien Lemoine, comédien, dramaturge et poète, né le 19 février 1923  et décédé le 13 janvier 2010 à Dakar, Sénégal.